# Обредне песме
Обредне песме чувају паганско осећање живота и прастари дух сједињавања човека с природом. У многим крајевима, лирским обредним народним песмама, сачувана су веровања - да у природи царују божанства и зли демони, који могу донети и добро и зло, те да их ваља умилостивити даровима, игром и добрим речима. 
Обредне песме су биле врло тврдокорне и нису прихватале утицаје песништва других народа. Млађи су прихватали песничко наслеђе од старијих генерација и нису мењали речи иако их каткад нису разумели. Језик обредних песама је чист и песнички сасвим изграђен. Стих већине подврста обредне лирике јесте седмерац, затим осмерац,десетерац а има их још и у четверцу и шестерцу.

Пратећи  промене у природи, поједине подврсте обредних песмама везане су за годишња доба тј. одређене дане у току зиме, пролећа и лета.
Зимске обредне песме певале су се о новој години. Најстарије су коледарске и водичарске, а млађе божићне, вучарске песме и јовањске.
Коледарске песме 
певале су се око Никољдана(Свети Никола) у оквиру старог обреда коледовања. У овим песмама доминира жеља да кућа економски напредује и да укућане служи здравље.
Водичарске песме су сачуване у малом броју. Рано су христијанизоване па су стари елементи тог обреда данас везани за хришћански празник Богојављање.
Божићне песме су по свом карактеру паганске,  у највећем броју примера то су христијанизоване коледарске песме. У божићне песме уплеле су се појединости из песама других врста, каткад и из породичних и љубавних. О Божићу су се одржавали и сабори у појединим местима, где су се певале и песме које нису строго обредне.
Вучарске песме се певају почетком године. Пева их група маскираних мушкараца "вучара", да отера вукове од куће домаћина.
Јовањске песме су се певале на дан Светог Јована (зимског). Неке су позивног карактера, друге опет посвећене свецу а већи број песама је са породичним мотивима.

Пролећне обредне песме
Ранилачке песме
Лазаричке песме певају се у рано пролеће и њима се исказивала жеља за здрављем, плодношћу, напретком и благостањем.
Марковске песме
Ђурђевске песме певају се уочи Ђурђевдана и на сам празник. У песмама се говори о буђењу природе, здрављу и плодности животиња, биљака, људи.
Ускршње или велигданске песме

Летње обредне песме (календарске)
Илинске песме
Краљичке песме
Троичинске песме
Летње обредне песме (некалендарске)
Додолске песме
Крстоношке песме
Шири значај обредних народних песама је у томе што записи скупљача представљају богату грађу значајну за проучавање лирског народног песништва. Књижевна и културна баштина српског народа била би знатно сиромашнија без ових песама.